# Sonntagshorn
Das Sonntagshorn ist der höchste Berg der Chiemgauer Alpen. Er liegt zwischen Ruhpolding und Unken auf der Grenze von Deutschland und Österreich. Seine Höhe wird nach deutscher und österreichischer Messung übereinstimmend mit 1961 m ü. NHN und 1961 m ü. A. angegeben.

## Etymologie
Der Berg ist bereits auf der Landtafel 23 von Philipp Apian aus dem Jahr 1568 als „Sontag Horn“ verzeichnet, auf dem Atlas Tyrolensis von Anich aus dem Jahr 1774 als „Sonntag Horn B.“. Der Sprachwissenschaftler Karl Finsterwalder deutete den Namen als „Sonntagsweide“, das ist ein geschützter Weideplatz für den Sonntag, auf dem das Vieh unbeaufsichtigt weiden kann. Keinen schriftlichen Beleg gibt es für die Behauptung, der Name käme von „Sonnendach“. Diese Deutung beruht auf dem Gipfelaufbau der Südseite, der die Form eines Daches annimmt, welches durch die relativ geringe Neigung sehr stark von der Sonne bestrahlt wird.
Im 19. Jahrhundert wurde der Name auch mit dem Sonnwendfeuer in Verbindung gebracht. Dies erklärt jedoch nicht den Namensbestandteil „Tag“.

## Geographische Lage
Das Sonntagshorn erhebt sich auf der deutsch-österreichischen Grenze und damit auch jener des deutschen Landes Bayern mit den Landkreisen Berchtesgadener Land und Traunstein und dem österreichischen Land Salzburg mit dortigem Bezirk Zell am See (Pinzgau). Der Berg liegt 9,7 Kilometer südsüdöstlich von Ruhpolding (Luftlinie) und 10,1 Kilometer südsüdwestlich von Inzell, 4,4 Kilometer nordwestlich von Unken, 4,2 Kilometer nordöstlich des Unkener Heutals sowie 4,7 Kilometer nordwestlich des Saalachtales.
Die Nordseite des Sonntagshorns besitzt eine sehr schön geformte Gipfelpyramide, von der zwischen Mittlerem Kraxenbach im Westen und Hinterem Kraxenbach im Osten die Hintere Kraxenbachschneid nach Norden abzweigt. Nach Passieren eines 1568 Meter hohen Zwischengipfels erreicht sie den Gipfel Kraxenbachschneid (1320 m) und endet auf 1190 Meter südlich oberhalb des Hinteren Kraxenbachs. Der Ostgrat des Sonntagshorns gabelt sich auf rund 1800 Meter Höhe und führt nach Nordosten weiter zum Aibleck (1756 m) bzw. nach Südosten zum Hochgern (1740 m). Über ihn verläuft die beliebte Abstiegsroute in Richtung Ruhpolding durch die Schuttreiße des Hinteren Kraxenbachtals. Der Westgrat steigt hinab zur 1699 Meter hohen Scharte über dem Mittleren Kraxenbach. Von hier aus erfolgt der Anstieg zu den Reifelbergen – Hirscheck (1832 m), Vorderlahnerkopf (1907 m), Reifelberg (1883 m) und Fischbachkopf (1694 m). Dem nicht sehr ausgeprägten Südgrat ist das Peitingköpfl (1720 m) vorgelagert.
Das Sonntagshorn besitzt zwei sehr unterschiedliche Seiten – relativ einfaches und sanftes, dem generellen Schichteinfallen folgendes Wiesen- und Latschengelände auf der Südabdachung, jedoch eine sehr schroffe und steile, felsige Nordseite.
Der mit einem Gipfelkreuz versehene Berg bietet einen schönen Blick auf das östlich benachbarte Aibleck und den Hochgern sowie auf die Reifelberge im Westen. Sein Panorama reicht von Hohem Göll über Watzmannmassiv, Hochkalter, Reiter Alm, Leoganger Steinberge, Loferer Steinberge, Kaisergebirge hin zu den Chiemgauer Alpen und zum Chiemsee. Bei guter Witterung sind die Hohen Tauern mit dem Großglockner und sogar der Olperer zu erkennen. Im Norden sind die Massive von Rauschberg und Hochstaufen gut einzusehen.

## Zugang

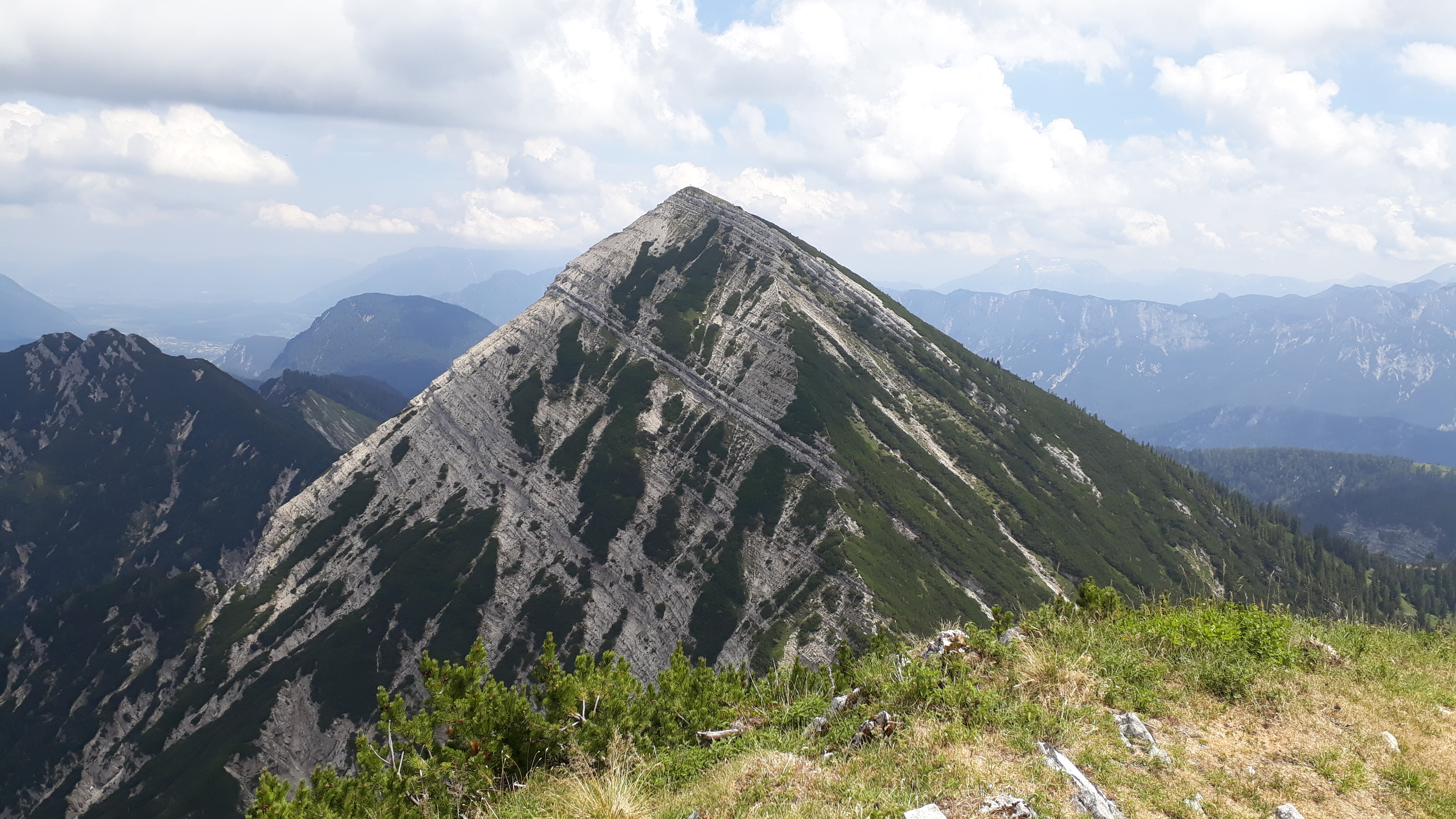
Die Gipfelpyramide des Sonntagshorns, gesehen vom Vorderlahnerkopf (1907 m) im Westen

Der Berg ist nicht durch Seilbahnen erschlossen. Er wird im Winter besonders von Skitourengehern aufgesucht. Der Normalweg geht von Melleck im Osten aus und führt durch den Steinbachgraben zu den Hochalmen und schließlich zum Gipfel. Ein vergleichsweise bequemer Aufstieg erfolgt von Süden über das österreichische Heutal. Der Anstieg benutzt anfangs die Straße nach Angerertal und folgt dann dem Lahnersbach aufwärts nach Osten in Richtung Trostberger Hütte. Über die Hochalm geht es anschließend weiter zur Perchthöhe am Südgrat des Sonntagshorns auf 1667 Meter Höhe und schließlich über Serpentinen zum Gipfel. Der Nordaufstieg von deutscher Seite ist anstrengender, dafür aber spektakulärer und führt ausgehend von der Schwarzachenalm durch unbesiedelte Naturlandschaften, zunächst über einen relativ bequemen Forstweg, dann über steile Geröll- und, bis in den Hochsommer hinein, auch über Altschneefelder des Hinteren Kraxenbachtals. Der Anstieg über den Mittleren Kraxenbach verlangt etwas Kletterei (Schwierigkeitsgrad II) und ist steinschlaggefährdet.

## Geologie

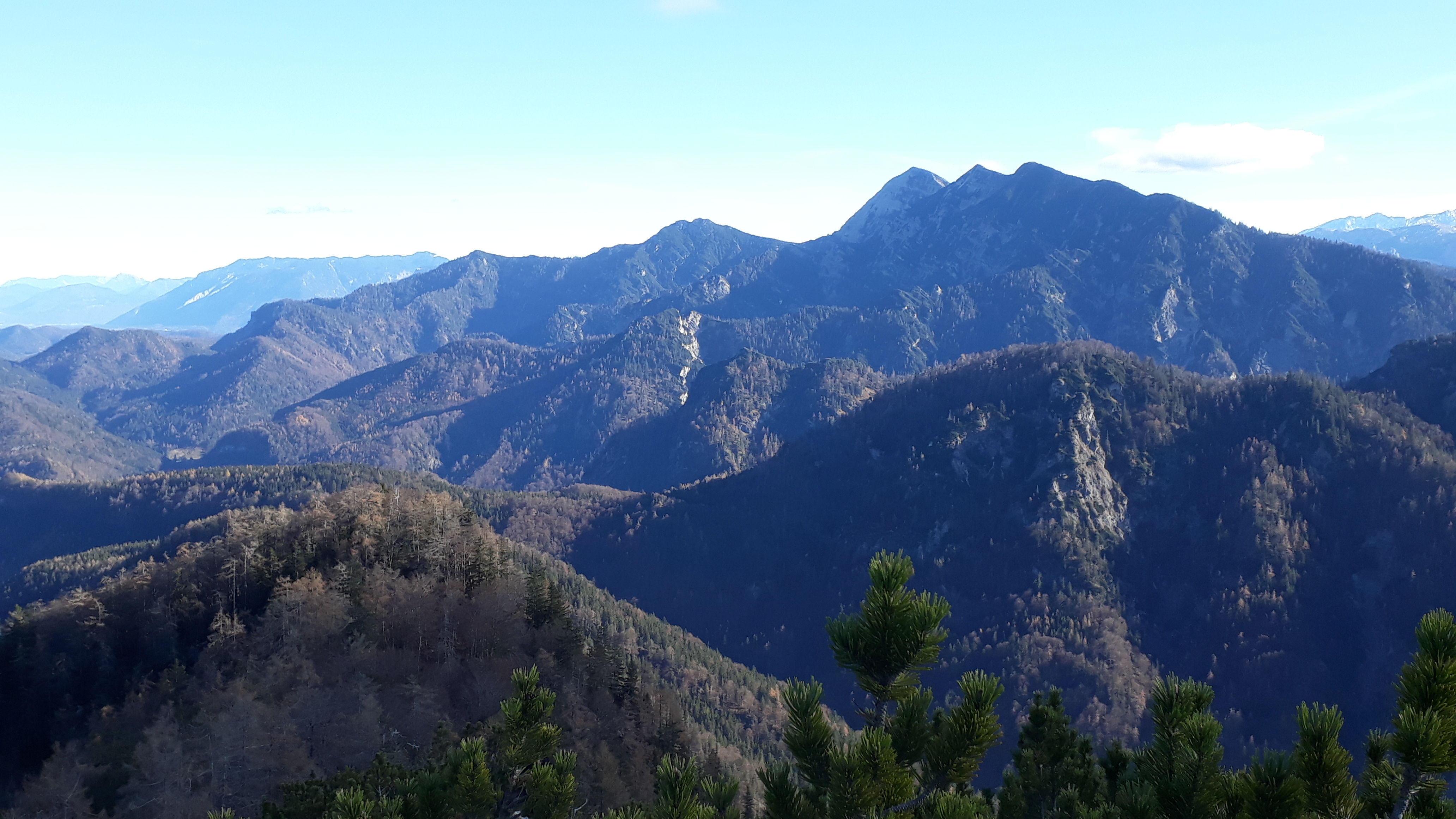
Blick von der Schlösselschneid nach Südosten auf das Sonntagshornmassiv

Die Gipfelpyramide des Sonntagshorns wird von recht regelmäßig gebanktem Plattenkalk des Oberen Noriums aufgebaut, der mit etwa 45° nach Süden einfällt. Er ist zirka 205 Millionen Jahre alt. Im Liegenden des Plattenkalks folgt norischer Hauptdolomit, der am Nordgrat an der markanten Rinne nördlich unterhalb des Gipfels einsetzt und dann am gesamten Nordgrat weiter zu verfolgen ist. Diese triassischen Sedimente gehören zum Tirolischen Bogen und bilden Teil der Staufen-Höllengebirgs-Decke des Tirolikums. Der Plattenkalk bildet ebenfalls die Gipfel der Reifelberge Hirscheck und Vorderlahnerkopf sowie den Gipfel des Hochgerns. Er zeigt gelegentlich leichte Faltungen und Rutschungen, insbesondere an der Schneegrube südöstlich des Gipfels.
Mehrere Nordost-streichende Störungen durchziehen die Nordseite des Sonntagshorns, beispielsweise am Nordgrat unterhalb des Gipfels, am oberen Ende der Sandreiße des Hinteren Kraxenbachtals und am Grat zum Aibleck. Die bereits erwähnte Rinne am Nordgrat ist ebenfalls störungsbedingt mit Plattenkalk im Hangenden und Hauptdolomit im Liegenden. Mehrere große Hangschuttfelder umsäumen das Sonntagshorn, so der Große Sand im Mittleren Kraxenbachtal, das Schuttfeld im Hinteren Kraxenbachtal, das Schuttfeld nördlich des Hochgerns und das Schuttfeld in der Schneegrube. All diese Schuttmassen dürften in ihrer Entstehung über das Holozän hinaus bis in die Würm-Kaltzeit zurückreichen.

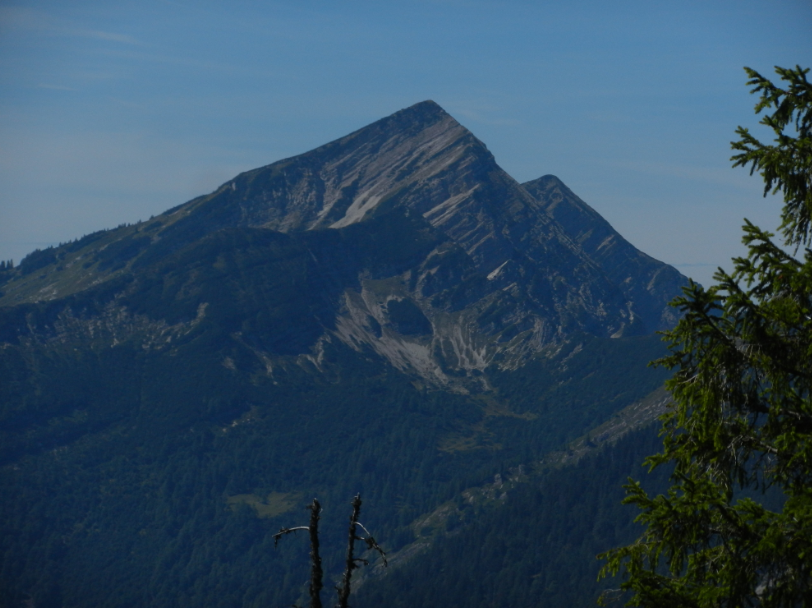
Blick vom Ristfeuchthorn zum Sonntagshorn im Westen. Vorgelagert das Aibleck, dahinter der Vorderlahnerkopf.

Zur geologischen Situierung: Das Massiv des Sonntagshorns befindet sich rund 7 Kilometer südlich der Deckenstirn der Staufen-Höllengebirgsdecke, die am Nordwest- und Nordrand des Rauschbergs in Richtung Hochstaufen durchzieht und sukzessive die Lechtal-Decke und die Allgäu-Decke des Bajuvarikums überfährt. Die Deckenstirn besitzt einen resistenten Kern aus Wettersteinkalk, dem Raibler Schichten aufliegen. Weiter im Süden schließt sich dann ein riesiges Hauptdolomitareal an, das sich vom Dürrnbachhorn bis hin zum Ristfeuchthorn und weiter gen Bad Reichenhall ausdehnt. Generell fällt der Nordabschnitt der Decke nach Süden ein und ist nur recht mäßig verformt. Interne Deckenstauchungen erscheinen im Nordabschnitt im Sattel entlang der Schwarzachen (mit vorgelagerter Mulde) und im Süden im Sattel östlich des Heutals und nördlich von Vordergföll. Unstetigkeiten wie Knickungen der Schichtpakete zeigen sich auch direkt am Südgrat des Sonntagshorns entlang der Schneegrube. Am Peitingköpfl ist sogar Verschuppung zu beobachten.
Etwa 6 Kilometer weiter im Südwesten (etwas südwestlich des Heutals) wird bereits die Achse der Unkener Synklinale angetroffen, die hier nach Südost streicht. Die recht flache und weite Muldenstruktur besteht im Gegensatz zum triassischen Rest der Decke vorwiegend aus Sedimenten des Juras und der Unterkreide. Südlich und südöstlich des Gipfels in Richtung Unken verkomplizieren sich jedoch die Verhältnisse, da die Unkener Synklinale mit unterlagernder Staufen-Höllengebirgs-Decke hier von der juvavischen Berchtesgadener Decke mit ihrer vorgelagerten Saalach-Stirnschuppe überschoben wird. Dies hat bei Unken sehr unübersichtliche tektonische Verhältnisse bewirkt, wie beispielsweise  die als Hallstätter Deckeneinheiten angesehenen Unkener Kalvarienberg-Decke und weitere Minidecken, -schollen und -fenster zweifellos bestätigen.

### Höhle
Auf österreichischem Gebiet liegt nahe dem Gipfel auf 1940 m der Eingang der Sonntagshornhöhle (Katasternummer 1347/1). Es handelt sich um eine 750 Meter lange, schräg mit Schachtabschnitten und Hallen abwärtsführende Höhle, die bis auf 1710 m herabreicht.

## Ökologie
Die deutsche Nordseite des Sonntagshorns liegt seit 1955 im nahezu 100 Quadratkilometer großen Naturschutzgebiet Östliche Chiemgauer Alpen (Nummer NSG-00069.01), welches gleichzeitig als Vogelschutzgebiet fungiert. Sie befindet sich außerdem in der Gemarkung Zeller Forst der Gemeinde Ruhpolding und in der Gemarkung Weißbacher Forst der Gemeinde Schneizlreuth. Die Südabdachung gehört zu den Saalforsten – genauer im Westabschnitt mit einer Fläche von 296,4 Hektar unter der Nummer 65 (Hirscheck und Kothleiten) und im Ostabschnitt mit einer Fläche von 124,7 Hektar unter der Nummer 66 (Roßkarwald) zum Revier Unken 2 der Katastralgemeinde Gföll. Der Große Sand an der Nordwestseite des Sonntagshorns ist unter der Nummer 189R037 vom Bayerischen Landesamt für Umwelt (LfU) als 182.000 Quadratmeter großes Geotop ausgewiesen (fungiert gleichzeitig als Naturschutzgebiet, Vogelschutzgebiet und FFH-Gebiet). Außerdem ist der Berg Teil des Naturwaldes Kraxenbach.